# James Drury
James Child Drury (New York, 18 april 1934 – Houston, 6 april 2020) was een Amerikaanse acteur. Hij werd bekend door zijn hoofdrol als The Virginian in de succesvolle gelijknamige westernserie (1962-1971).

## Biografie
James Drury werd geboren als zoon van een professor marketing aan de New York University. Hij groeide op in New York en Oregon. In de laatste staat bezat zijn moeder een boerderij. Drury ontving een studio-contract met Metro-Goldwyn-Mayer, terwijl hij nog steeds drama studeerde aan de New York University in 1954. Hij studeerde drama af aan de University of California] in Los Angeles, terwijl hij zijn eerste filmrollen speelde. Bij MGM kreeg Drury aanvankelijk slechts kleine ondersteunende rollen, die langzaam veranderden met zijn overstap naar 20th Century Fox. Hier verscheen hij onder meer als broer van Elvis Presley in Love Me Tender (1956) en naast Pat Boone in Bernardine (1957).
In 1958 speelde Drury de titelrol in The Virginian, een televisiepilot gebaseerd op een werk van de schrijver Owen Wister. De pilotfilm was aanvankelijk niet succesvol. Pas vier jaar later kocht Universal Pictures de rechten op het materiaal en kreeg Drury de hoofdrol van de ruwe, maar rechtvaardige voorman van de Shiloh Ranch. Hoewel de serie in Duitstalige landen Die Leute von der Shiloh Ranch wordt genoemd, wordt deze in de Verenigde Staten The Virginian genoemd en wordt het personage dat Drury speelt duidelijk geïdentificeerd als het hoofdpersonage van de serie. Naast Doug McClure als Trampas, was Drury de enige acteur die in de serie werd ingezet met in totaal 249 afleveringen, waarvan 171 afleveringen zijn vertoond in Duitsland. Naast zijn werk aan The Virginian, werd hij in 1962 in de western Ride the High Country (1962) van Sam Peckinpah gezien als rokkenjager en goudzoeker. Hij speelde ook de hoofdrol in de oorlogsfilm The Young Warriors  in 1967.
Nadat The Virginian werd stopgezet, begonnen de rollen voor Drury af te nemen. In 1974 speelde hij de hoofdrol van een brandweerman in de kortstondige ABC-serie Firehouse. Uiteindelijk ging hij zaken doen als zakenman en runde hij een paardenboerderij en een bedrijf dat gespecialiseerd was in het recyclen van asfalt. Ondanks zijn zakelijk succes keerde hij af en toe terug naar de camera voor rollen. In de jaren 1990 portretteerde hij Captain Tom Price naast Chuck Norris in de eerste drie afleveringen van de serie Walker, Texas Ranger. In 2000 had hij een bijrol in de televisiefilm Land of the Outlaws (The Virginian), waarin Bill Pullman de rol van The Virginian op zich nam. Drury's werk omvat meer dan 70 producties. In 1995 ontving hij de Golden Boot Award voor zijn levenswerk als westerse acteur.

## Privéleven en overlijden
James Drury was getrouwd met Carl Ann Head van 1979 tot haar dood in augustus 2019. Uit zijn eerste huwelijk heeft hij twee zonen. Zijn zoon Timothy Drury is muzikant en was van 2003 tot 2010 toetsenist bij de rockband Whitesnake. James Drury stierf een natuurlijke dood op 6 april 2020, kort voor zijn 86ste verjaardag, in zijn huis in Texas.

## Filmografie
- 1955: Blackboard Jungle
- 1955: Love Me or Leave Me
- 1955: The Tender Trap
- 1956: Diane
- 1956: Forbidden Planet
- 1956: The Last Wagon
- 1956: Love Me Tender
- 1957: Bernardine
- 1959: Good Day for a Hanging
- 1959, 1961: Rawhide (tv-serie, 3 afleveringen)
- 1960: Toby Tyler, or Ten Weeks with a Circus
- 1960: Pollyanna
- 1960: Men into Space (tv-serie, 1 aflevering)
- 1960: Ten Who Dared
- 1962: Third of a Man
- 1962–1971: The Virginian (tv-serie, 195 afleveringen)
- 1962: Ride the High Country
- 1967: The Young Warriors
- 1974: Firehouse (tv-serie, 13 afleveringen)
- 1983: The Fall Guy (tv-serie, aflevering Happy Trails)
- 1993: Walker, Texas Ranger (tv-serie, 3 afleveringen)
- 1993/1994: The Adventures of Brisco County, Jr. (tv-serie, 2 afleveringen)
- 1994: Maverick
- 1996: Kung Fu: The Legend Continues (tv-serie, 2 afleveringen)
- 2000: The Virginian (tv-film)
- 2005: Hell to Pay